# Vätgasfordon
Vätgasfordon är fordon som använder vätgas som drivmedel eller bränsle. Vätgasdrift har demonstrerats och testats för bilar och bussar, inklusive bränslecellsbilar (elbilar drivna av bränsleceller), samt för gaffeltruckar, motorcyklar, fyrhjulingar, traktorer, godståg, tunga lastbilar, kanalbåtar, färjor, ubåtar, flygplan, och rymdraketer. Vätets kemiska energi omvandlas till mekanisk energi, antingen genom en reaktion av väte med syre i en bränslecell för att driva elmotorer eller, mindre vanligt, genom att bränna väte i en förbränningsmotor.

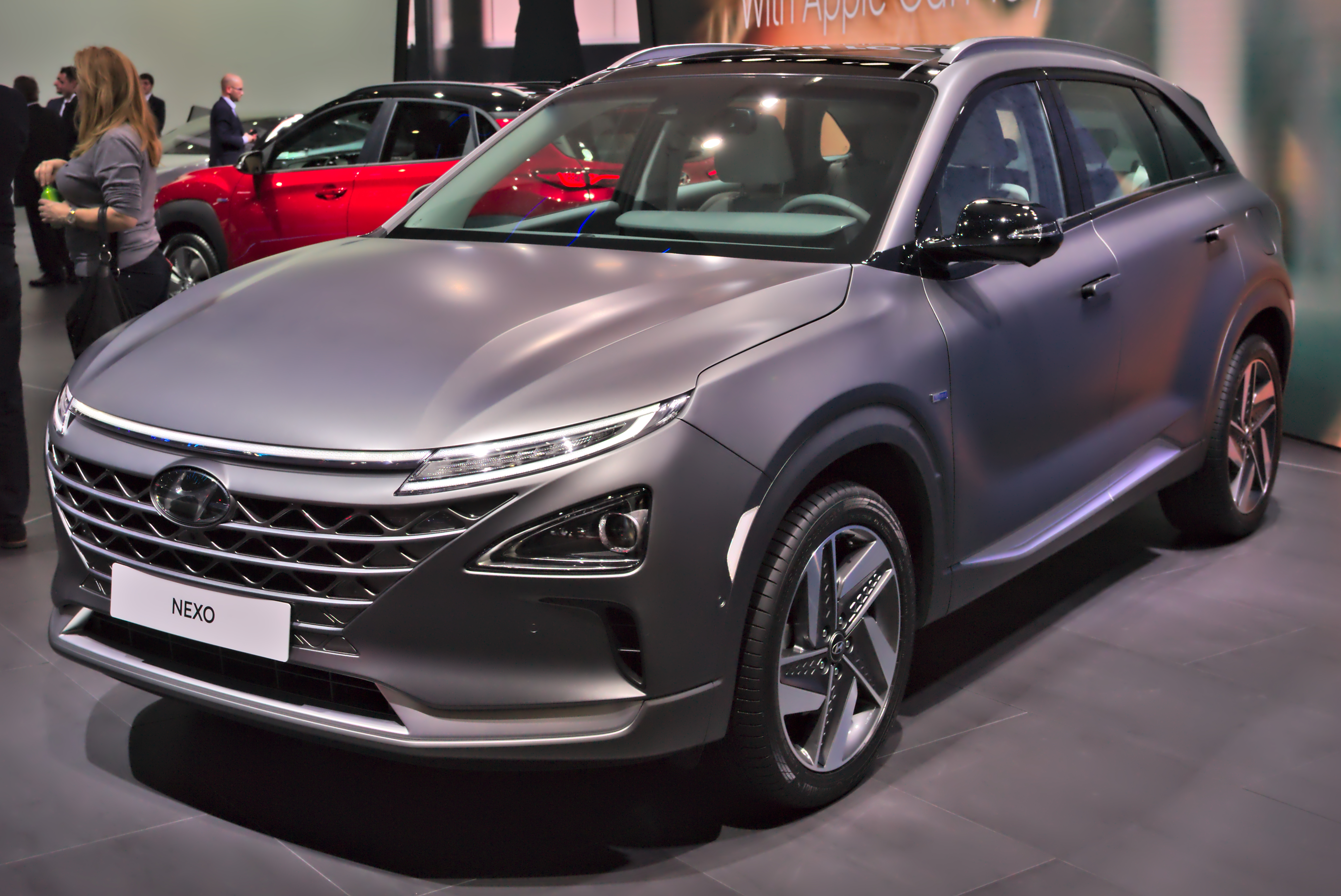
Hyundai Nexo är en vätebränslecellsdriven crossover-SUV

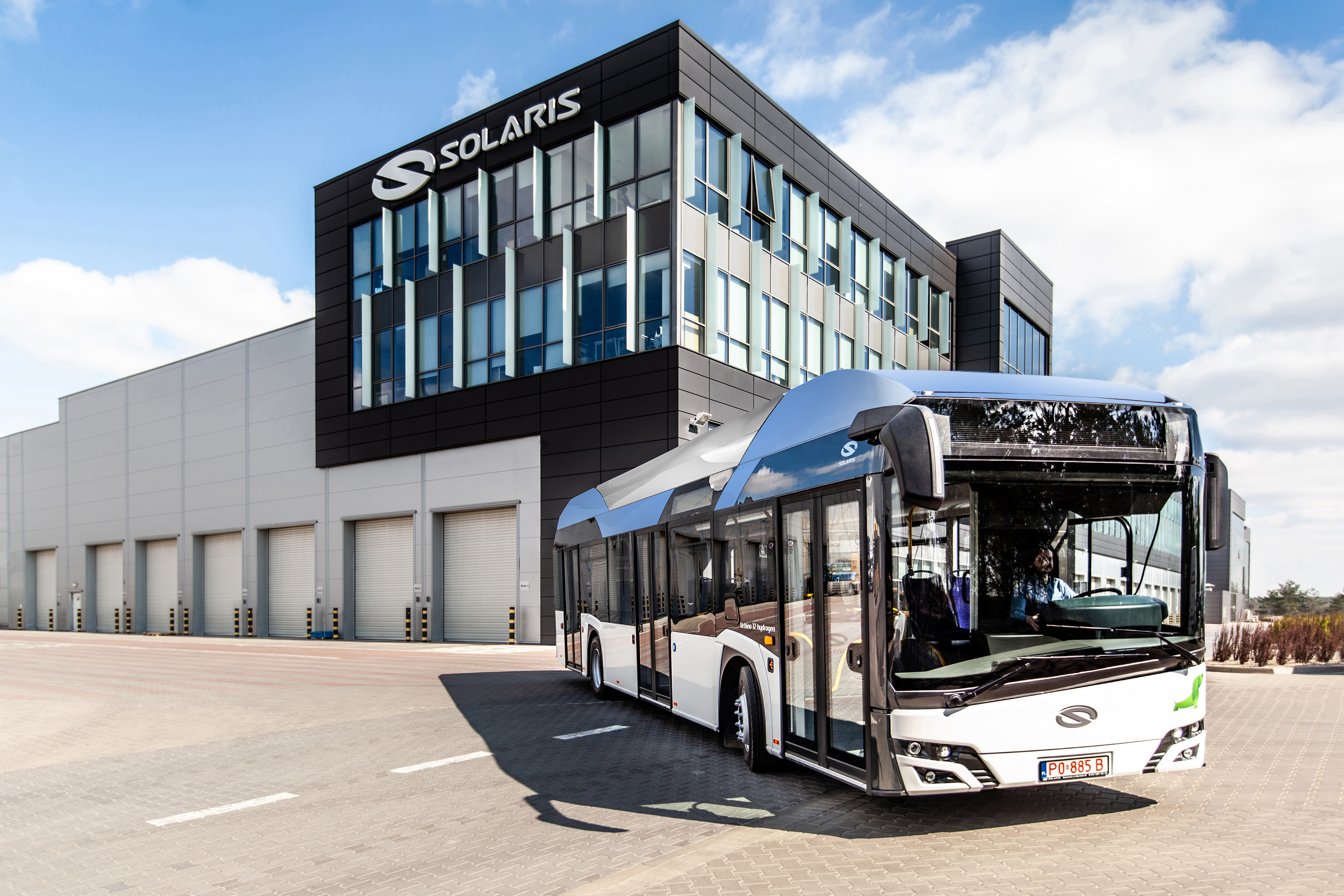
En Solaris Urbino 12-buss nära sin fabrik i Bolechowo, Polen

År 2021 fanns två modeller av vätgasbilar kommersiellt tillgängliga på vissa marknader, båda bränslecellsbilar (FCEV): Toyota Mirai (2014–), och Hyundai Nexo (2018–). Bränslecellsbilen Honda Clarity(en) producerades från 2016 till 2021. År 2017 hade de flesta av de bilföretag som tidigare utvecklade vätgasbilar bytt fokus till batteridrivna elfordon. År 2020 hade alla utom tre bilföretag övergett planerna på att tillverka vätgasbilar. Det finns även bränslecellsbussar på marknaden. 

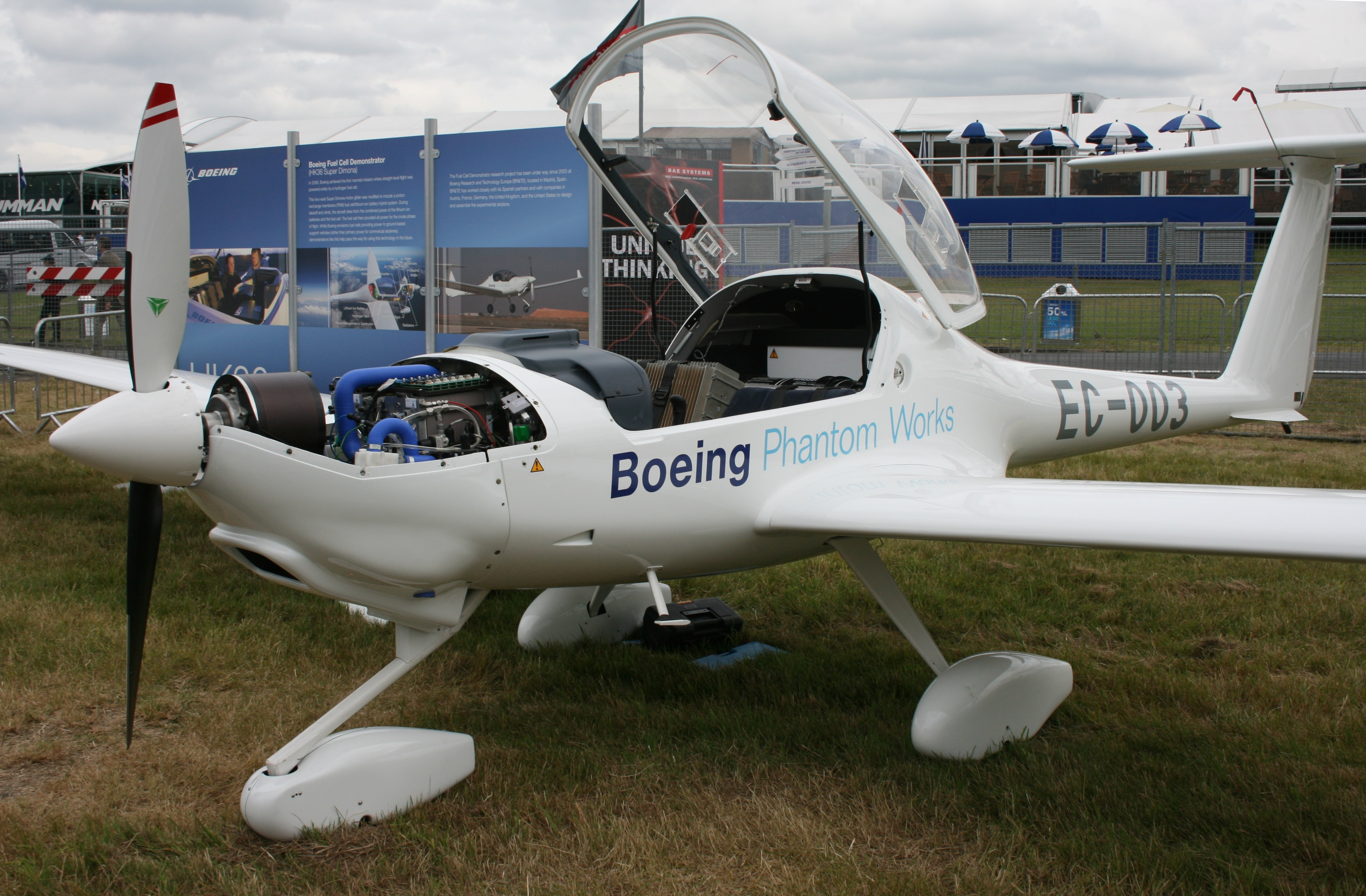
Boeings bränslecellsdemonstrator

NASA använde väte för att skjuta upp rymdfärjor ut i rymden. Vätgasdrivna flygplan förväntas inte kunna frakta många passagerare lång tid förrän tidigast på 2030-talet, men både bränsleceller och vätgasdrivna jetmotorer studeras som ett möjligt alternativ till batteridrivna flygplan för att uppnå klimatneutralitet 2050.
År 2019 producerades 98% av världens vätgas från naturgas genom ångmetanreformering, vilket släpper ut koldioxid. Det kan även framställas genom elektrolys av vatten eller genom termokemiska eller pyrolytiska medel genom förnybara råvaror, men de senare processerna är för närvarande dyra. Nya tekniker är under utveckling med syfte att konkurrera med väteproduktion från naturgas.
Fordon som körs med vätgasteknik drar nytta av en lång räckvidd på en enda tankning, men är föremål för flera nackdelar: höga koldioxidutsläpp om väte produceras från fossil naturgas, kapitalkostnadsbörda, lågt energiinnehåll per volymenhet vid omgivningsförhållanden, produktion och kompression vätgas, investeringen som krävs för att bygga infrastruktur för vätgastankning runt om i världen för, och transport av väte.

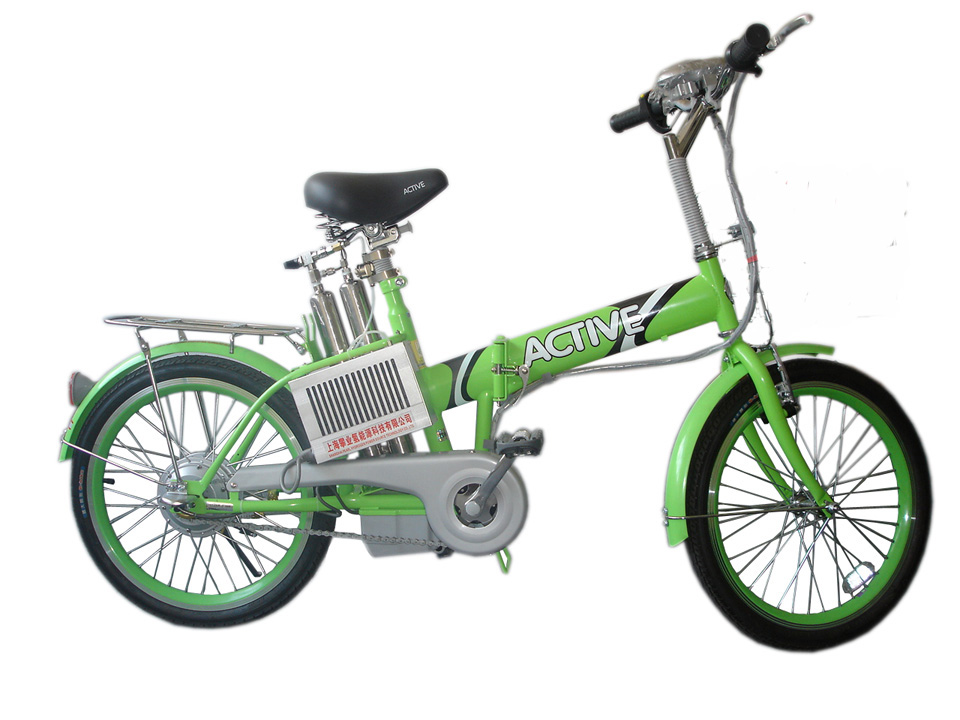
PHB vätecykel-demonstrator

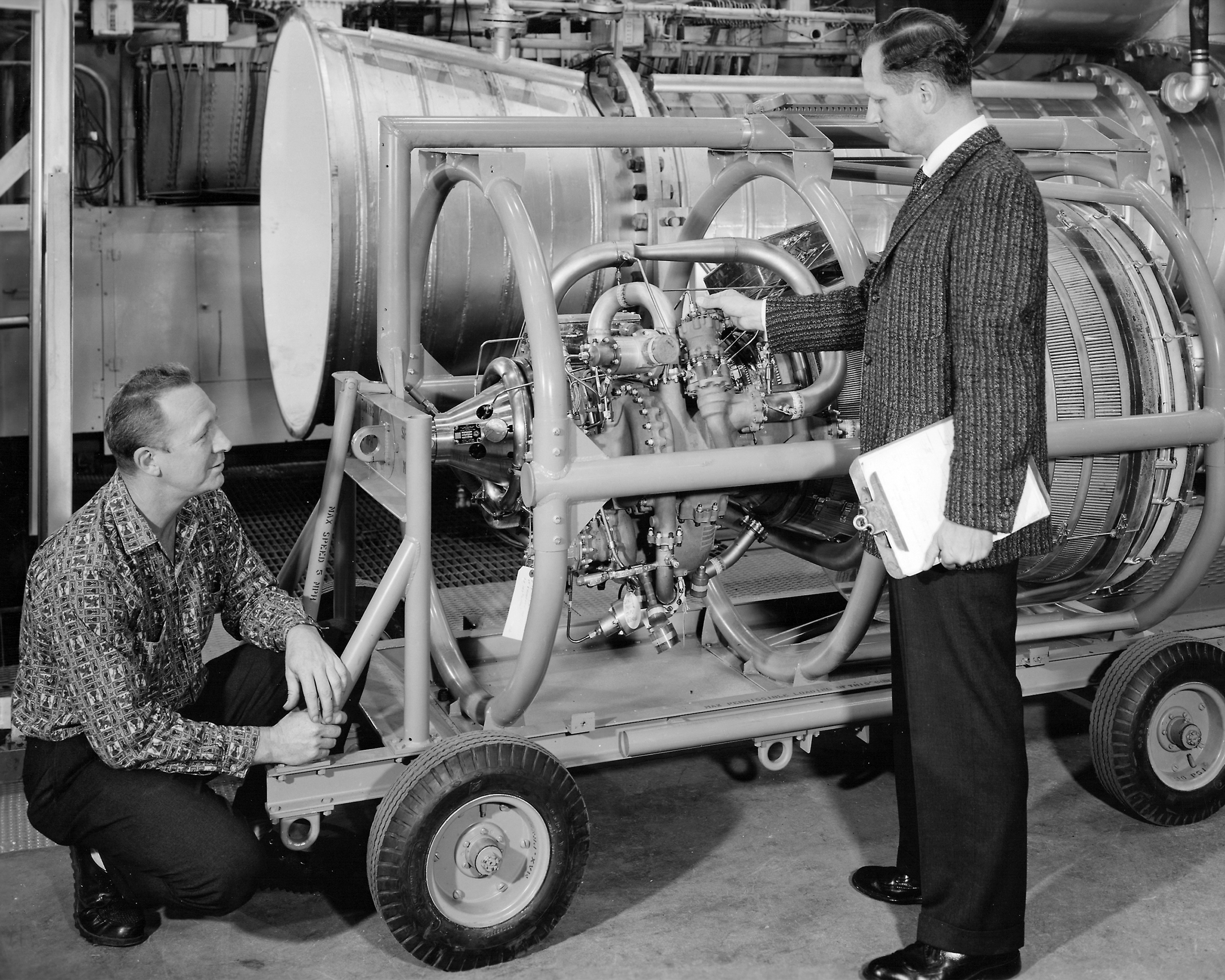
Centaur (raketsteget) var den första som använde flytande väte

## Vätgasproduktion
Vätgas produceras från råvaror som fossilgas och biomassa (genom biomassaförgasning) eller elektrolyseras från vatten. Det kan framställas med termokemiska eller pyrolitiska medel med förnybara råvaror, men det är en dyr process. Det kan framställas genom en process som kallas termolys, eller som en mikrobiell avfallsprodukt som kallas bioväte eller biologisk väteproduktion.
Fossilfri el kan dock användas för att driva omvandlingen av vatten till väte: havsbaserade vindkraft-till-väte-anläggningar, som använder elektrolys av vatten, utforskar teknologier för att leverera kostnader som är tillräckligt låga, och mängder stora nog, för att konkurrera med traditionella energikällor. De utmaningar som användningen av vätgas i fordon ställs inför inkluderar lagring ombord på fordonet.
Miljökonsekvenserna av produktion av väte från fossila energiresurser inkluderar utsläpp av växthusgaser, en konsekvens som också skulle bli resultatet av omvandlingen av metanol ombord på fordonet till väte. Vätgasproduktion med förnybara energiresurser skulle inte skapa sådana utsläpp, men omfattningen av förnybar energiproduktion skulle behöva utökas för att kunna användas för att producera väte för en betydande del av transportbehoven.
I ett fåtal länder används förnybara källor i större utsträckning för att producera energi och väte. Till exempel använder Island geotermisk kraft för att producera väte, och Danmark använder vind.

## Infrastruktur

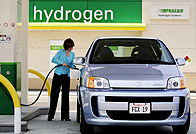
Tankning av vätgas

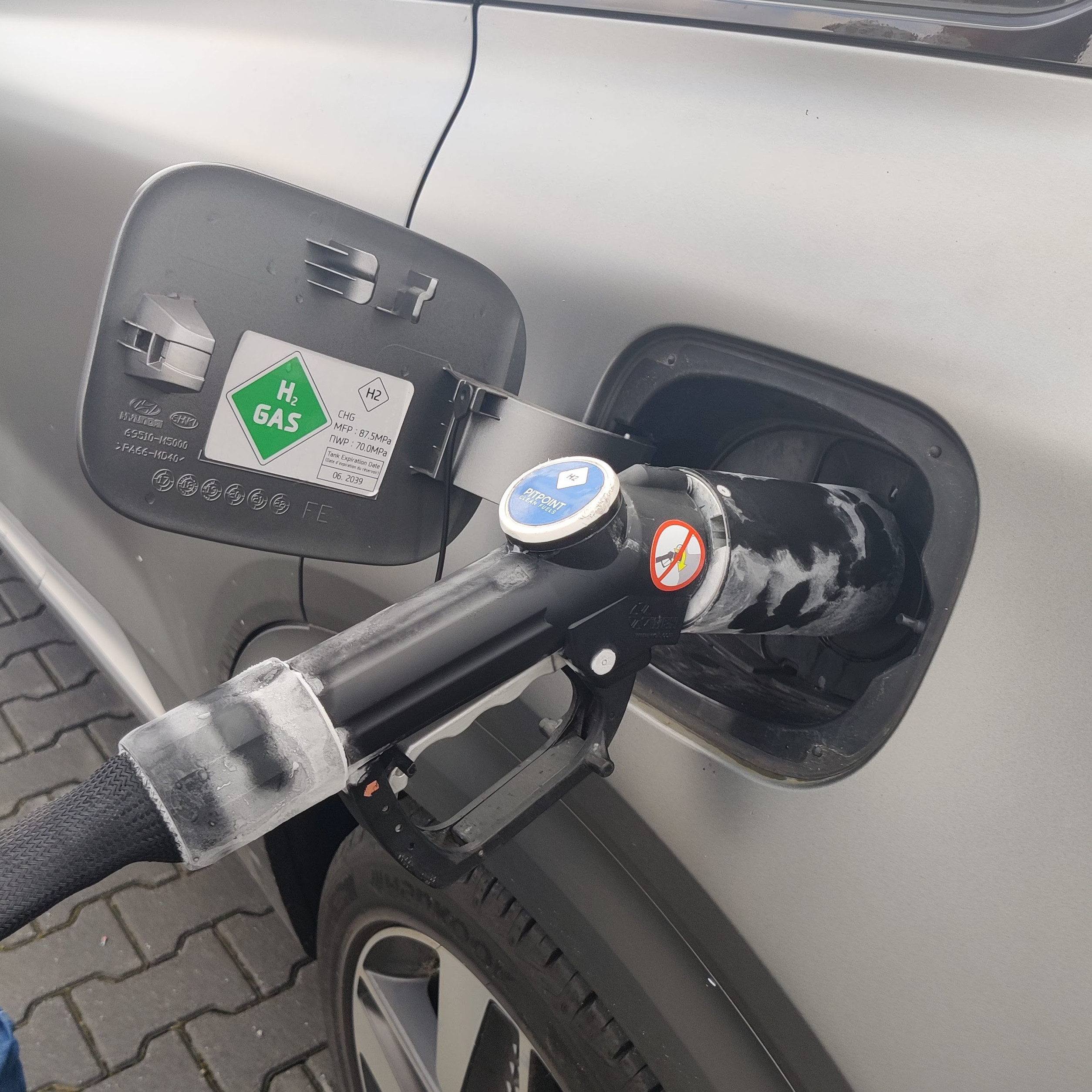
Tankning av en Hyundai Nexo. Observera kondensen runt handtaget; detta beror på att vätgasen expanderar, vilket gör att handtaget fryser.

Infrastrukturen för vätgasfordon består av vätgasutrustade tankstationer. De förses med väte via släpvagnar med rör för komprimerad vätgas, via tankbilar med flytande väte eller via vätgasproduktion på plats, samt via viss industriell transport via pipelines. 
Norge planerar en serie vätgastankstationer längs huvudvägarna.  

### Lagring
Väte har en mycket låg volymetrisk energitäthet vid omgivningsförhållanden, jämfört med bensin och andra fordonsbränslen.  Den måste förvaras i ett fordon antingen som en superkyld vätska eller som högkomprimerad gas, vilket kräver ytterligare energi för att åstadkomma. 2018 drev forskare vid CSIRO i Australien en Toyota Mirai och Hyundai Nexo med väte separerat från ammoniak med hjälp av en membranteknologi. Ammoniak är lättare att transportera säkert i tankfartyg än rent väte.

## Bränsleceller

### Kostnad
Vätgasbränsleceller är relativt dyra att tillverka, eftersom deras design kräver sällsynta ämnen, såsom platina, som katalysator. År 2014 uppskattade tidigare Europaparlamentets ordförande Pat Cox att Toyota till en början skulle förlora cirka 100 000 dollar på varje såld Mirai.
År 2020 utvecklar forskare vid Köpenhamns universitets kemiavdelning en ny typ av katalysator som de hoppas ska minska kostnaderna för bränsleceller. Denna nya katalysator använder mycket mindre platina eftersom nanopartiklarna av platina inte är belagda över kol som, i konventionella vätebränsleceller, håller nanopartiklarna på plats men också gör att katalysatorn blir instabil och denaturerar den långsamt, vilket kräver ännu mer platina. Den nya tekniken använder hållbara nanotrådar istället för nanopartiklar. "Nästa steg för forskarna är att skala upp sina resultat så att tekniken kan implementeras i vätgasfordon."

### Vinterförhållanden
Problemen i tidiga bränslecellskonstruktioner vid låga temperaturer när det gäller räckvidd och kallstartsförmåga har åtgärdats så att de "inte längre kan ses som show-stoppers". Användare sa år 2014 att deras bränslecellsfordon fungerar felfritt i temperaturer under noll, utan att räckvidden minskar avsevärt.